# Ophiolophus novarae
Ophiolophus novarae is een slangster uit de familie Ophiotrichidae.
De wetenschappelijke naam van de soort werd in 1887 gepubliceerd door Marktanner-Turneretscher.